# Forever and for Always
Singles de Shania Twain
Ka-Ching
(2003) Thank You Baby!
(2003)
Forever and for Always est un extrait de l'album de Shania Twain, Up!.

## Succès de la chanson
Aux États-Unis, sur les palmarès country, la chanson débute en 60e position la première semaine de sa sortie et sera en 4e position le 6 septembre 2003. Sur les palmarès adulte contemporain, la chanson débute en 30e position la première semaine et sera en 1re position le 15 novembre 2003. Sur les palmarès officiels, la chanson débute en 75e position et sera en 20e position le 6 septembre 2003. Il s'agit de la plus haute position depuis Man! I Feel Like a Woman!.

## Vidéoclip
La vidéo dirigé par Paul Boyd (qui dirigera par la suite la vidéo When You Kiss Me) a été tournée en Nouvelle-Zélande en mars 2003. Dans cette vidéo, on retrouve deux enfants sur la plage, et éventuellement séniors, et visuellement sur le thème de la chanson. Il existe deux versions du clip: le premier est la version country et la deuxième est la version Pop.

## Charts mondiaux
| Pays                             | Meilleure Position |
| -------------------------------- | ------------------ |
| Allemagne                        | 9                  |
| Australie                        | 45                 |
| Autriche                         | 6                  |
| Canada                           | 5                  |
| Irlande                          | 6                  |
| Nouvelle-Zélande                 | 17                 |
| Pays-Bas                         | 44                 |
| Roumanie                         | 8                  |
| Royaume-Uni                      | 6                  |
| Suède                            | 3                  |
| Suisse                           | 26                 |
| États-Unis Billboard Hot 100     | 20                 |
| États-Unis Billboard Pop 100     | 1                  |
| États-Unis Billboard Hot Country | 4                  |

## Historique de sortie
| Pays                         | Date de sortie |
| ---------------------------- | -------------- |
| États-Unis (country version) | 7 avril 2003   |
| Royaume-Uni                  | 2 juin 2003    |
| Canada                       | 24 juin 2003   |
| Australie                    | 7 juillet 2003 |
| États-Unis (pop version)     | 4 août 2003    |